# Бояны
Боя́ны (укр. Бояни), Боян — село в Черновицком районе Черновицкой области Украины. Административный центр Боянской сельской общины.
Население по переписи 1989 года составляло 4 425 человека. Почтовый индекс — 60321. Телефонный код — 03733. Код КОАТУУ — 7323080801.

## История
На австро-русской границе, в Буковине, существовало местечко Боян. На начало XX столетия в нём насчитывается свыше 2 500 евреев. Имелись одна большая и 4 маленькие синагоги, и народное училище с правами правительственных школ, которое содержалось на средства училищного фонда барона М. Гирша, в собственном здании (в 1907—1908 годах, три учителя и 85 учеников). Местечко имело своего цадика. Бояновской общине был подчинён прикагалок в Новоселицах. Позже переименовано в село Бояны.
До 2020 года село входило в Новоселицкий район